# Диммель, Герберт
Герберт Диммель (нем. Herbert Dimmel * 31 августа 1894 г. Рид-им-Иннкрайс, Австро-Венгрия; † 21 октября 1980 г. Линц) — австрийский художник и педагог.

## Жизнь и творчество
Герберт Диммель окончил гимназию в своём родном городе. В годы Первой мировой войны был призван в австрийскую армию, служил на Восточном фронте, попал в русский плен и затем шесть лет провёл в лагере для военнопленных в Сибири. Вернувшись на родину, в период с 1921 по 1928 год учится живописи в Академии изящных искусств в Вене в классе Фердинанда Андри, затем был его ассистентом при создании фресок. Был членом Союза художников Австрии (MAERZ) и с 1930 года - участник работы Венского дома художников (Wiener Künstlerhaus). Участник конкурсной программы летних Олимпийских игр 1936 года от Австрии в области изобразительного искусства.
После аншлюса Австрии к Германии Герберт Диммель в мае 1938 года вступает в НСДАП и назначается руководителем класса мастеров в Академии изящных искусств, с 1940 по 1945 год он - ординарный профессор Академии. Был также ответственным от НСДАП за развитие культуры и искусства в гау Верхний Дунай. После окончания Второй мировой войны был лишён назначений и наград, полученных в период с 1938 по 1945.
С 1947 по 1972 год Диммель состоит в должности руководителя школы мастеров искусств о заново открытой Художественной школе Линца, а с 1949 и по 1959 -й год был её директором. Сын Гермберта Диммеля, Петер Диммель, также художник и функционер Общества глухих Австрии.

## Галерея
- Настенная живопись в холле сигаретной фабрике Линца
- Стена артистов, Линц (1962)
- Детский мир, Линц.
- Памятник Эльзе Брандстрём (гражданка Швеции, занимавшаяся освобождением и возвращением на родину военнопленных Первой мировой войны).

## Награды (избранное)
- 1930: Государственная почётная премия
- 1936: Большая почётная медаль и Гран-При в Париже
- 1960: Премия министерства просвещения
- 1964: Почётная премия города Линца
- 1964: Золотой лавровый венок Дома художников Вены
- 1973: премия Адальберта Штифтера земли Верхняя Австрия[
- 1975: Золотой почётный знак «За заслуги» Республики Австрия.

## Сочинения
- Die Kunstschule der Stadt Linz. в: Der Aufbau. Jg. 14, Wien 1959, S. 428f.
- Gedanken zur Landschaftsmalerei – Ernst Pader zum 60. Geburtstag. в: Oberösterreichische Heimatblätter. Jg. 29, Heft 1/2, Linz 1975, S. 105–106.

## Дополнения
1. 1 2  RKDartists (нидерл.)